# Паслоково
Пасло́ково (рос. Паслоково) — присілок в Глазовському районі Удмуртії, Росія.

## Населення
Населення — 25 осіб (2010; 26 в 2002).
Національний склад станом на 2002 рік:
- удмурти — 100 %

## Урбаноніми[3]
- вулиці — Паслоковська, Південна

## Відомі люди
В присілку народився Аккузін Анатолій Всеволодович — удмуртський і російський спортсмен, майстер спорту міжнародного класу з марафонного бігу.